# Louis-Auguste Bisson

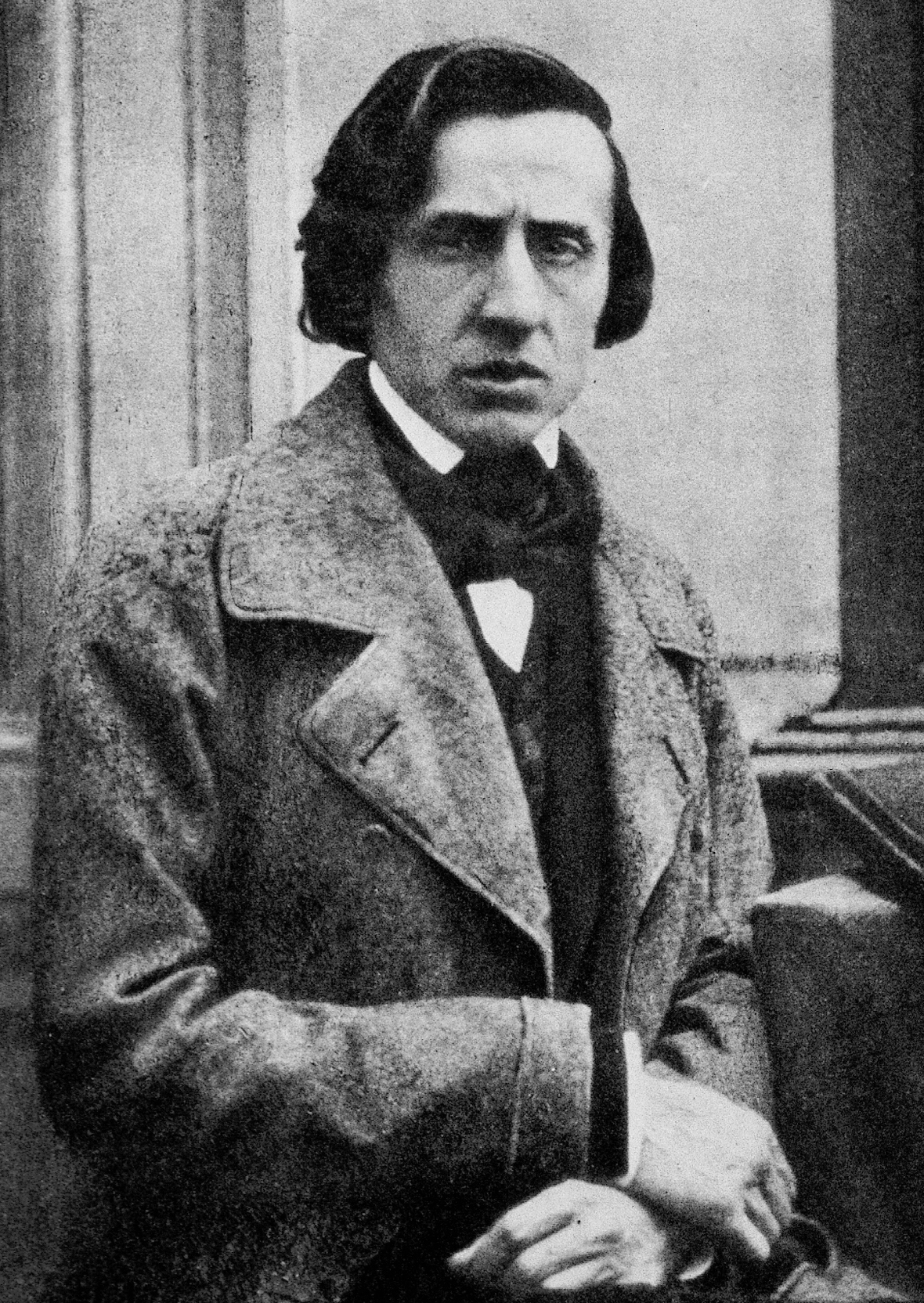
Frederic Chopin, dagerrotyp av Louis-Auguste Bisson

Louis-Auguste Bisson, född 1814, död 1876, var en fransk fotograf. Ett av Bissons mest kända verk är det enda kända fotografiet av Frédéric Chopin. Han arbetade med sin bror Auguste-Rosalie Bisson, som har tagit fotografier från Mont Blanc.

## Fotnoter
1. 1 2  Aaron Swartz, Open Library, Open Library-ID: OL86596A, läst: 9 oktober 2017.[källa från Wikidata]
2. 1 2  Stuttgart Database of Scientific Illustrators 1450–1950, Stuttgart Database of Scientific Illustrators-ID: 5554, läst: 9 oktober 2017.[källa från Wikidata]
3. 1 2  Répertoire des artistes, Musée d'Orsay konstnärs-ID: 3912, läst: 9 oktober 2017.[källa från Wikidata]
4. 1 2  Artists + Artworks, SFMOMA konstnärs-ID: Louis-Auguste_Bisson, läs online, läst: 31 augusti 2021.[källa från Wikidata]
5. ↑  RKDartists, RKDartists-ID: 222436, läst: 13 juni 2020.[källa från Wikidata]
6. ↑  abART, abART person-ID: 150018, läst: 1 april 2021.[källa från Wikidata]
7. ↑  Union List of Artist Names, 7 augusti 2021, ULAN: 500020179, läs online, läst: 9 maj 2022.[källa från Wikidata]